# ألان تيت
ألان تيت (بالإنجليزية: Alan Tate)‏ (2 سبتمبر 1982 المملكة المتحدة -) هو لاعب كرة قدم بريطاني، يلعب كمدافع.

## وصلات خارجية
ألان تيت على موقع قاعدة بيانات كرة القدم.إي يو (الإنجليزية)
- ألان تيت على موقع Soccerbase.com (لاعب) (الإنجليزية)
- ألان تيت على موقع Soccerway.com (الإنجليزية)
- ألان تيت على موقع عالم كرة القدم.نت (الإنجليزية)
- ألان تيت على موقع AS.com (الإسبانية)